# Prima mențiune scrisă

Comunele Cehiei după prima mențiune scrisă

Prima mențiune scrisă (în germană Erstbeleg, în cehă První písemná zmínka) se referă la desemnarea celui mai vechi document scris despre un anumit sat sau oraș, castel, dar și despre o descoperire, invenție, un proces tehnic etc.
Prima mențiune scrisă este aproape întotdeauna doar o dată ante quem, deoarece, cu excepția cazului în care documentul scris menționează direct fondarea obiectului în cauză, acesta dovedește de obicei doar că obiectul exista deja. 
Uneori, mai ales în cazul obiectelor de dimensiuni mai mici, prima mențiune scrisă poate fi considerabil îndepărtată în timp de data fondării propriu-zise (pentru așezările fondate în Evul Mediu timpuriu, această diferență poate fi de până la 200 sau 300 de ani și scade semnificativ spre epoca modernă), deoarece doar o foarte mică parte a documentelor medievale au supraviețuit până în zilele noastre. Prin urmare, este necesar să se combine aceste date cu date obținute pe alte căi, de exemplu pe baza analizei stilistice a monumentelor arhitecturale conservate sau pe cale arheologică.
Prima mențiune scrisă adesea nu conține nicio informație suplimentară despre obiectul monitorizat. Foarte des provine, de exemplu, din documente care documentează vânzarea sau alt transfer al anumitor proprietăți. Într-un astfel de caz, obiectul monitorizat este reținut doar ca element în lista acestei proprietăți.

## Exemple
- Bucureștiul este atestat documentar în 1459